# Królówka (góra)
Królówka – wzniesienie o wysokości 779 m n.p.m. w południowo-zachodniej Polsce, w Sudetach Wschodnichch, w Górach Złotych.

## Położenie
Wzniesienie położone jest na obszarze Śnieżnickiego Parku Krajobrazowego, w południowo-wschodniej części Gór Złotych, około 3,4 km na południowy wschód od centrum miejscowości Lądek-Zdrój, po zachodniej stronie od Przełęczy Karpowskiej.

## Fizjografia
Kopulaste wzniesienie o zróżnicowanej rzeźbie i ukształtowaniu oraz stromych zboczach z mało wyrazistą prawie płaską powierzchnia szczytową. Wznosi się w środkowej części bocznego, miejscami skalistego grzbietu, odchodzącego od Kobylej Kopy w kierunku południowo-zachodnim, który stromo opada do Doliny Białej Lądeckiej. Wzniesienie wyraźnie wydzielają wykształcone górskie doliny. Od bliźniaczego wyższego wzniesienia Karpiak, położonego ok. 750 m. po północno-wschodniej stronie oddzielone jest niewielkim obniżeniem. Wzniesienie budują gnejsy gierałtowskie należące do jednostki geologicznej metamorfiku Lądka i Śnieżnika. Na zachodnim stoku  wzniesienia ponad przełomem Białej Lądeckiej wznosi się zespół gnejsowych skał – Stołowe Skały (Madejowe Skały, Skalne Baszty, Sztolne Skały, Stolarzowe Skały) które stanowią najliczniejszą grupę skalną w Górach Złotych ciągnąca się od wysokości 465 m n.p.m. aż do samego wierzchołka wzdłuż kierunku wschód-zachód, tworząc rozproszony łańcuch. Najwyższe skałki tej grupy znajdują się w dolnej, zachodniej części zbocza, zaś najciekawsze to: Niżna, Mała, Wyżnia, Iglica i Skalny Ząb W  partii szczytowej na grzbiecie wzniesienia znajduje się duże skupisko gnejsowych skałek dochodzących do 20m wysokości. Zbocza wzniesienia w dolnej części pokrywa niewielka warstwa młodszych osadów z okresu zlodowaceń plejstoceńskich. Cała powierzchnia wzniesienia porośnięta jest lasem świerkowym regla dolnego z niewielką domieszką drzew liściastych. Zbocza wzniesienia przecina gęsta sieć leśnych dróg i znakowanych ścieżek spacerowych. U południowo-zachodniego podnóża wzniesienia, położona jest miejscowość Stójków. Położenie wzniesienia, kształt oraz mało wyraźny szczyt czynią wzniesienie trudno rozpoznawalnym w terenie.

## Inne
- Ze wzniesienia roztacza się panorama na Masyw Śnieżnika i okoliczne wzniesienia.

## Turystyka
- Przez Królówkę przechodzą piesze szlaki turystyczne[4]:
- niebieski (E3) z Lądka-Zdroju (czas dojścia: 1:30 h, według oznaczeń PTTK-1:45) do Starego Gierałtowa (czas dojścia: 1:30 h),
- zielony z Przełęczy Gierałtowskiej (czas dojścia: 2 h) do Przełęczy Lądeckiej (czas dojścia: 1:30 h).